# Andy Blankenbuehler
Andy Blankenbuehler (Cincinnati, 7 marzo 1970) è un coreografo, ballerino e attore statunitense.

## Biografia
Nato e cresciuto a Cincinnati, Blankenbuehler ha fatto il suo debutto nel mondo dello spettacolo come ballerino e cantante di musical. Ha esordito a Broadway nel 1994 con il musical Guys and Dolls, a cui sono seguiti Steel Pier (1997), Fosse (1999), La febbre del sabato sera (1999) e Man of La Mancha (2002). Ha fatto il suo debutto a Broadway come coreografo nel 2006 con un revival di The Apple Tree con Kristin Chenoweth, ed ha ottenuto un grande successo l'anno seguente con il musical di Lin-Manuel Miranda In the Heights, che gli valse il Tony Award alla miglior coreografia.
Successivamente ha vinto un secondo Tony Award nel 2016 per le sue coreografie di Hamilton e un terzo nel 2017 per Bandstand. Nel 2016 ha curato le coreografie di un revival di Broadway di Cats, un compito che è tornato ad eseguire anche per l'adattamento cinematografico del 2019 ad opera di Tom Hooper. Oltre ai tre Tony Award, Blankenbuehler ha vinto anche the Drama Desk Award e un Laurence Olivier Award.

## Filmografia parziale

### Coreografo
- Fosse/Verdon - serie TV, 3 episodi (2019)
- Cats, regia di Tom Hooper (2019)

### Attore
- I Soprano - serie TV, 1 episodio (2000)